# Riley B. Smith
 (avril 2016).
Si vous disposez d'ouvrages ou d'articles de référence ou si vous connaissez des sites web de qualité traitant du thème abordé ici, merci de compléter l'article en donnant les références utiles à sa vérifiabilité et en les liant à la section « Notes et références ».
Riley B. Smith est un acteur américain né le 2 septembre 2005 à West Hills, Los Angeles (Californie). Il est connu pour son rôle de Ralph Dineen dans la série Scorpion.

## Biographie
Riley B. Smith est né le 2 septembre 2005 à West Hills, un quartier de Los Angeles en Californie. Son père est le guitariste Josh Smith. Sa sœur, Mackenzie Lenora Baker-Smith, est une photographe reconnue dans la région de Los Angeles.
Durant son temps libre, il aime jouer aux jeux vidéo, regarder des films, nager, pêcher et jouer au Scrabble. Il est passionné par les Legos et se considère lui-même comme un Master Builder. Il apprécie écouter du blues (notamment grâce à son père qui est un guitariste de blues). Son prénom vient du légendaire B. B. King dont le vrai nom était Riley B. King.
Il rêve de jouer avec des acteurs qu'il admire tels que Brad Pitt ou George Clooney et espère gagner, un jour, un Oscar.

## Carrière
Riley B. Smith commence sa carrière à l'âge de 3 ans dans le film Le Plan B dans lequel il joue le fils de Michaela Watkins et dans lequel joue Jennifer Lopez.
Peu après, il apparaît dans des spots publicitaires pour différentes marques telles que Clearwire, U.S. Cellular, Netflix, Lowe's et DirecTV.
Il obtient des rôles de guest-stars dans plusieurs séries telles que The Middle et Hot in Cleveland. Il double aussi des personnages dont un de la série animée Clarence pour Cartoon Network.
De 2014 à 2018, il joue le rôle de Ralph Dineen, le fils de Paige (interprétée par Katharine McPhee) dans la série Scorpion.

## Filmographie
Cinéma
- 2010 : Le Plan B : fils de Mona (2 ans)

Télévision
- 2009 : The Middle : Axl (à 3 ans) - 1x06
- 2011 : Hot in Cleveland : Jacob - 2x04
- 2014 : Clarence : le petit frère du sumo (voix) - 1x15
- 2014-2018 : Scorpion : Ralph Dineen

## Spots publicitaires
- Février 2010 : Clear Mobile Internet - Directeur : Jeremy Warshaw
- Janvier 2011 : Lowe's - Directeur : Jeff Bitsack
- Août 2012 : U.S. Cellular - Directeur : Aaron Ruell
- Septembre 2012 : DirecTV - Directeur : Tom Kuntz
- Juillet 2013 : Netflix - Directeur : Jesper Hiro